# Pamphilius zhelochovtsevi
Pamphilius zhelochovtsevi  (лат.) — вид паутинных пилильщиков из семейства Pamphiliidae, получивший своё название в честь советского энтомолога А. Н. Желоховцева.

## Распространение
Дальний Восток России (Хабаровский край, Приморье); Корея, Япония.

## Описание
Мелкие пилильщики-ткачи (9,0—11,0 мм). Голова, в основном, чёрная. Лоб, щека, скапус усика и усиковое поле полностью чёрные; верхняя часть головы сверху с небольшим светлым пятном вдоль боковых швов. На верхней части брюшка оранжевые пятна отсутствуют